# Circonscription de la Piérie
La circonscription de la Piérie (en grec : Εκλογική περιφέρεια Πιερίας) est une circonscription législative de la Grèce. Elle correspond au territoire du nome de Piérie. Elle compte 130 052 électeurs inscrits en janvier 2015.

Situation de la circonscription de la Piérie

## Élections législatives de mai 2012

### Résultats
La circonscription de la Piérie élit quatre députés en mai 2012. Les élections ont lieu au scrutin proportionnel plurinominal avec prime majoritaire et un seuil de représentation de 3 % des suffrages exprimés au niveau national.
87 230 électeurs se sont exprimés sur 131 390 inscrits, soit un taux de participation de 66,39 %. Parmi les vingt-deux listes candidates, deux listes obtiennent au moins un siège dans la circonscription.
| Rang | Liste                              | Nombre de voix | Pourcentage des voix | Nombre de sièges |
| ---- | ---------------------------------- | -------------- | -------------------- | ---------------- |
| 1    | Nouvelle Démocratie                | +23 194,       | 27,19 %              | 3                |
| 2    | Mouvement socialiste panhellénique | +13 647,       | 16,00 %              | 0                |
| 3    | Grecs indépendants                 | +10 546,       | 12,36 %              | 1                |
| 4    | SYRIZA                             | +08 253,       | 9,68 %               | 0                |
| 5    | Parti communiste de Grèce          | +06 049,       | 7,09 %               | 0                |
| 6    | Aube dorée                         | +05 715,       | 6,70 %               | 0                |
| 7    | Gauche démocrate                   | +05 444,       | 6,38 %               | 0                |

### Députés

#### Nouvelle Démocratie
La liste de la Nouvelle Démocratie est en tête et obtient trois sièges.
| Rang | Nom                      | Nombre de voix |
| ---- | ------------------------ | -------------- |
| 1    | Konstadínos Koukodímos   | +9 912,        |
| 2    | Georgios Konstantopoulos | +8 078,        |
| 3    | Dimitrios Christogiannis | +5 188,        |

#### Grecs indépendants
La liste des Grecs indépendants est troisième et obtient un siège.
| Rang | Nom                   | Nombre de voix |
| ---- | --------------------- | -------------- |
| 1    | Evgenios Papadopoulos | +3 374,        |

## Élections législatives de juin 2012

### Résultats
La circonscription de la Piérie élit quatre députés en juin 2012. Les sièges sont répartis à l'issue d'un scrutin proportionnel plurinominal avec prime majoritaire entre les listes ayant obtenu au moins 3 % des suffrages exprimés au niveau national.
83 433 électeurs se sont exprimés sur 131 373 inscrits, soit un taux de participation de 63,51 %. Parmi les dix-sept listes candidates, une seule liste remporte l'ensemble des sièges.
| Rang | Liste                              | Nombre de voix | Pourcentage des voix | Nombre de sièges |
| ---- | ---------------------------------- | -------------- | -------------------- | ---------------- |
| 1    | Nouvelle Démocratie                | +29 652,       | 35,85 %              | 4                |
| 2    | SYRIZA                             | +15 364,       | 18,58 %              | 0                |
| 3    | Mouvement socialiste panhellénique | +12 396,       | 14,99 %              | 0                |
| 4    | Grecs indépendants                 | +07 222,       | 8,73 %               | 0                |
| 5    | Aube dorée                         | +05 772,       | 8,73 %               | 0                |
| 6    | Gauche démocrate                   | +04 735,       | 5,73 %               | 0                |
| 7    | Parti communiste de Grèce          | +02 888,       | 3,49 %               | 0                |

### Députés

#### Nouvelle Démocratie
La liste de la Nouvelle Démocratie est en tête et obtient quatre sièges.
| Rang | Nom                      |
| ---- | ------------------------ |
| 1    | Konstadínos Koukodímos   |
| 2    | Georgios Konstantopoulos |
| 3    | Dimitrios Christogiannis |
| 4    | Anna Mani-Papadimitriou  |

## Élections législatives de janvier 2015

### Résultats
La circonscription de la Piérie élit quatre députés en janvier 2015. Les sièges sont répartis à l'issue d'un scrutin proportionnel plurinominal avec prime majoritaire entre les listes ayant obtenu au moins 3 % des suffrages exprimés au niveau national.
83 919 électeurs se sont exprimés sur 130 052 inscrits, soit un taux de participation de 64,53 %. Parmi les seize listes candidates, deux listes obtiennent au moins un siège dans la circonscription.
| Rang | Liste                              | Nombre de voix | Pourcentage des voix | Nombre de sièges |
| ---- | ---------------------------------- | -------------- | -------------------- | ---------------- |
| 1    | Nouvelle Démocratie                | +28 001,       | 34,07 %              | 1                |
| 2    | SYRIZA                             | +24 663,       | 30,01 %              | 3                |
| 3    | Aube dorée                         | +06 425,       | 7,82 %               | 0                |
| 4    | Grecs indépendants                 | +04 573,       | 5,56 %               | 0                |
| 5    | Mouvement socialiste panhellénique | +04 060,       | 4,94 %               | 0                |
| 6    | Parti communiste de Grèce          | +03 494,       | 4,25 %               | 0                |
| 7    | La Rivière                         | +03 179,       | 3,87 %               | 0                |

### Députés
La répartition des sièges au sein de chaque liste élue dépend du nombre de voix obtenues individuellement par chaque candidat, suivant le système du vote préférentiel. Dans la circonscription de la Piérie, les listes peuvent comporter jusqu'à six candidats. Les électeurs peuvent exprimer un vote préférentiel pour un maximum de deux candidats sur la liste pour laquelle ils votent.

#### Nouvelle Démocratie
La liste de la Nouvelle Démocratie est en tête et obtient un siège.
| Rang | Nom                     | Nombre de voix |
| ---- | ----------------------- | -------------- |
| 1    | Konstantinos Koukodimos | +10 643,       |

#### SYRIZA
La liste de la SYRIZA est deuxième et obtient trois sièges.
| Rang | Nom                | Nombre de voix |
| ---- | ------------------ | -------------- |
| 1    | Zissis Zannas      | +07 847,       |
| 2    | Elissavet Skoufa   | +06 329,       |
| 3    | Harilaos Tzamaklis | +06 165,       |